# Zwarte sierragors
De zwarte sierragors (Rhopospina carbonaria, synoniem: Porphyrospiza carbonaria, Phrygilus carbonarius) is een zangvogel uit de familie Thraupidae (tangaren).

## Verspreiding en leefgebied
Deze soort is endemisch in Argentinië.